# 台灣發展研究院
財團法人台灣發展研究院，為非營利的智庫，由美國密西根州立大學政治學博士、東海大學校長梅可望於1992年9月1日成立於台中市。時任台灣省主席連戰也親臨成立大會現場並發表演講，當時命名為台灣區域發展研究院，於2002年改為現在名稱台灣發展研究院。該院致力於提升文化素養與學術研究。現任董事長為畢業於德國柏林音樂院、奧地利維也納音樂院與德國慕尼黑音樂院的歌劇院男高音陳麟先生，院長為中國人民大學漢青經濟與金融高級研究院客座教授、國立政治大學商學院MBA學程客座教授扈企平博士。

## 歷史
2014年12月21日台灣發展研究院台中科學園區院區落成，同時舉辦22週年慶，時任台中市市長胡志強與東海大學校長湯銘哲皆參加慶祝大會。

## 辦理活動
- 兩岸文化交流[1]
  1. 2014年3月26日，在台灣發生太陽花學運後，台灣發展研究院邀請江丙坤演講《2014年海峽兩岸未來經濟趨勢》解析《海峽兩岸服務貿易協議》利弊。

- 中華文化研習[1]
  1. 2016年2月19日海峽兩岸風箏文化交流活動[3]
  2. 2016年5月11日黑龍江省經貿參訪團[4]

## 外部連結
- 官方网站